# Balthasar Nicolai Bang
Balthasar Nicolai Bang, født 18. juli 1779 i København, død 14. oktober 1856 i Nødebo, var en dansk skuespilforfatter.
1797 blev Bang ved privat dimission student og tog det følgende år juridisk forberedelsesexamen. Efter at 1799 have skrevet sine to første skuespil «Miskjendelsen» og «Den overvundne Stolthed» samt 1801 brevromanen «Adelaide von Hartner». gjorde han en længere udenlandsrejse gennem Tyskland, Schweiz og Frankrig. I Berlin besøgte han den af ham højt beundrede August Wilhelm Iffland og i Weimar Friedrich Schiller, hvis kærlige farvel var ham uforglemmeligt (se «Troldkysset» i B.s Selvbiografi S. 52). I Weimar besøgte han Christoph Martin Wieland og Johann Gottfried von Herder og hvor han også traf Jean Paul. I Schweiz valfartede han til de steder der var knyttet til mindet om Jean-Jacques Rousseau. Efter sin hjemkomst ægtede han (1803) sin barndomskærlighed og forlovede, Birgitte Sofie Horneman, datter af professor theol. Claus Frees Horneman. Bang, der var formuende, realiserede nu sit lyksalighedsideal; købte en landejendom i Nødebo, ikke alene for egnens skønheds skyld, men fordi navnet på stedet klang ham så godt i øret. Her vilde han leve som landmand og digter med sit hjærtes udkårede til sin dødsdag. Dette held blev ham også beskåret, selv om hans lykkes himmel ikke var uden skyer. At hans høst undertiden slog ham fejl, at landets forvirrede pengeforhold efter 1813 formindskede hans ikke store kapital, var ikke det værste for ham. Mere til hjærte må det have gået den æresfølende og menneskevenlige mand, at hans dramatiske arbejder ofte bleve modtagne med kølighed eller mishag af publikum, næsten altid med ringeagt af de kunstforstandige. Den danske nationalscenes historieskriver Thomas Overskou kan ikke finde dømmende ord, der ere for stærke til at mærke Bangs forfatterskab, og Bangs samtidige synes heri at være enige med ham. Christen Henriksen Pram udtalte en knusende mundtlig dom over Bangs lystspil «Lystspillet» (1809), og Jens Baggesen kaldte hans «Uglspil eller Fastelavnsmandag» (1812) «en Hoben Fjællebodsspilopper, der til den danske Thalias Græmmelse» blev opført på hendes scene. Bangs sørgespil «Kriminalprocessen», der antoges af Det Kongelige Teaters theaterdirektion (1823), var nær ikke gået over scenen, da Johan Christian Ryge i den ellevte time frasagde sig hovedrollen, fordi den i sin æsthetiske modbydelighed indvirkede deprimerende på hans helbred. Mere lykke gjorde Bangs sørgespil «Laura» (1817), men kunde dog ikke i længden holde sig i publikums gunst. Grunden til Bangs ringe held som skuespildigter må dels søges i hans talents begrænsning og mangel på kendskab til scenens fordringer, dels i den omstændighed, at hans mønster, det kotzebueske drama, alt var i færd med at falme, da Bang begyndte at skrive for scenen. Bang, der samme år, som Adam Oehlenschlägers smagsfornyende digtsamling gjorde sin runde blandt det læsende publikum, var draget ud til sin landlige idyl, kunde i sin isolation ikke forstå, at tiden var løbet fra ham, og dette voldte den brave mand mange bitre timer. Det ene stykke af ham efter det andet blev forkastet af theaterdirektionen. Men til gengjæld for sit forfatteruheld kunde Bang trøste sig med i høj grad at være agtet og elsket af sine medbeboere af Nødebo. Her have han og hans fortræffelige hustru sat sig et uvisneligt minde ved deres godgørenhed, hjælpsomhed og venlighed: tit gave de, skjønt de så selv måtte mangle. Heller ikke i litteraturen vil Bang blive glemt. Ingen uden litteraturforskeren vil vel bryde sig om at læse hans skuespil; men hans selvbiografi, der efter hans død udgaves af hans ven dr. med. Carl Otto, fortjener at kendes af alle dannede danske. Den tegner sit æmne, som han var, et såre elskværdigt barn af sin tid,
naturbegejstret og sværmende for humanitetsidealet (undertiden til overspændthed) og hyldende sin hustru endnu på hendes ældre dage, som var han en ung, enthusiastisk elsker. Bang modtog på sin guldbryllupsdag i juni 1853 Danebrogskorset. Han døde i Nødebo 1856, og hans hustru fulgte ham i graven på Nødebo Kirkegård syv år efter, den 24. maj 1863.
Balthasar Bang er en søn af konferensråd Oluf Lundt Bang (d. 1789) og dennes anden hustru. Han er fætter til Heinrich Steffens og N. F. S. Grundtvig.
Bangs Selvbiografi, 1867. Zeuthen, Et Par Aar af mit Liv. Thomas Overskou,
Den danske Skueplads IV-V. Erslew, Forf. Lex.

## Skuespil
Denne liste er ufuldstændig; hjælp gerne med at udfylde den.
- «Miskjendelsen» 1799
- «Den overvundne Stolthed» 1799
- «Lystspillet» 1809
- «Uglspil eller Fastelavnsmandag» 1812
- «Laura» 1817
- «Kriminalprocessen» 1823
- «Troldkysset»